# Королёв, Владимир Сергеевич
Владимир Сергеевич Королёв (2 июня 1924, Тульская губерния — 24 декабря 2015, Тула) — командир отделения связи мотострелкового батальона 33-й гвардейской мотострелковой бригады, гвардии старший сержант — на момент представления к награждению орденом Славы 1-й степени.

## Биография
Родился в деревне Кошелевка в семье служащего. Окончил 7 классов. Работал слесарем на Тульском оружейном заводе. В феврале 1942 года с заводом эвакуирован на восток, в Саратов. Цех стал располагаться на территории Тракторного завода. Уже отсюда Королёв добровольцем пошел на фронт.
В 1942 году был призван в Красную армию. В учебном полку получил специальность связиста, был оставлен сержантом. В запасном полку сержант Королев подготовил три группы связистов по тридцать человек. В октябре 1943 года с четвёртой сам отбыл на фронт.
В составе 33-й гвардейской мотострелковой бригады связист Королев воевал на 2-м Украинском, затем 1-м Белорусском фронтах. Обеспечивая командиру батальона четкую связь в боевой обстановке, сержант Королёв проявлял воинское умение и находчивость, решительность и самообладание, мужество и геройство. Часто связистам приходилось вступать в схватки с врагом. В июле 1944 года был награждён медалью «За боевые заслуги».
1 августа 1944 года в бою за населенный пункт Надма под огнём противника устранил несколько порывов на линии связи, обеспечив непрерывное управление боем. Во время контратаки противники просочились в боевые порядки пехоты. Сержант Королёв с двумя бойцами вступил в бой. Автоматными очередями связисты уничтожили свыше десятка фашистов, пять из которых были на счету командира. Когда контратака была отбита, связисты нашли место очередного порыва и исправили поврежденную линию. Приказом от 22 августа 1944 года гвардии сержант Королёв Владимир Сергеевич награждён орденом Славы 3-й степени.
На Висле в январе 1945 года гвардии старший сержант Королев действовал ещё более решительно и сказался опыт предыдущих боев. Был принят в ВКП/КПСС.
29 января 1945 года в бою в районе города Вольденберг Королёв возглавил стрелковый взвод. Выполняя приказ командования, он с товарищами внезапно ворвался в населенный пункт Брест-Куявски и атаковал подразделения противника, прикрывавшего отход главных сил. В короткой схватке было уничтожено семнадцать вражеских солдат, захвачено три орудия и два станковых пулемета. Приказом по войскам 2-й гвардейской танковой армии от 11 марта 1945 года гвардии старший сержант Королёв Владимир Сергеевич награждён орденом Славы 2-й степени.
Позднее сражался на Одере, штурмовал Потсдам и Берлин. В этих боях он был дважды ранен, но из строя не вышел до полного разгрома врага.
27 апреля 1945 года в бою за город Потсдам в течение дня Королев двенадцать раз устранял повреждения связи под сильным огнём противника. 1 мая в боях на улицах Берлина связисты выполняли не только свои прямые обязанности, но и схватывались с фашистами врукопашную. После Победы продолжил службу в армии.
Указом Президиума Верховного Совета СССР от 15 мая 1946 года за исключительное мужество, отвагу и бесстрашие, проявленные на заключительном этапе Великой Отечественной войны в боях с вражескими захватчиками гвардии старший сержант Королёв Владимир Сергеевич награждён орденом Славы 1-й степени. Стал полным кавалером ордена Славы.
В 1947 году гвардии старшина Королёв был демобилизован. Вернулся на родину. В 1955 году его избрали председателем колхоза «Красная Слобода» Воловского района Тульской области. За пять лет Королев сумел сплотить коллектив, добиться высоких показателей по производству продуктов сельского хозяйства и был награждён за это орденом Ленина.
Позднее переехал в областной центр — город Тулу. Был директором Тульского областного продкомбината. Участник Парада Победы 1995 года.
Награждён орденами Ленина, Отечественной войны 1-й степени, Славы 3-х степеней, «Знак Почёта», медалями. Почётный гражданин города-героя Тула. Почётный гражданин Тульской области.